# Valentine Hugo

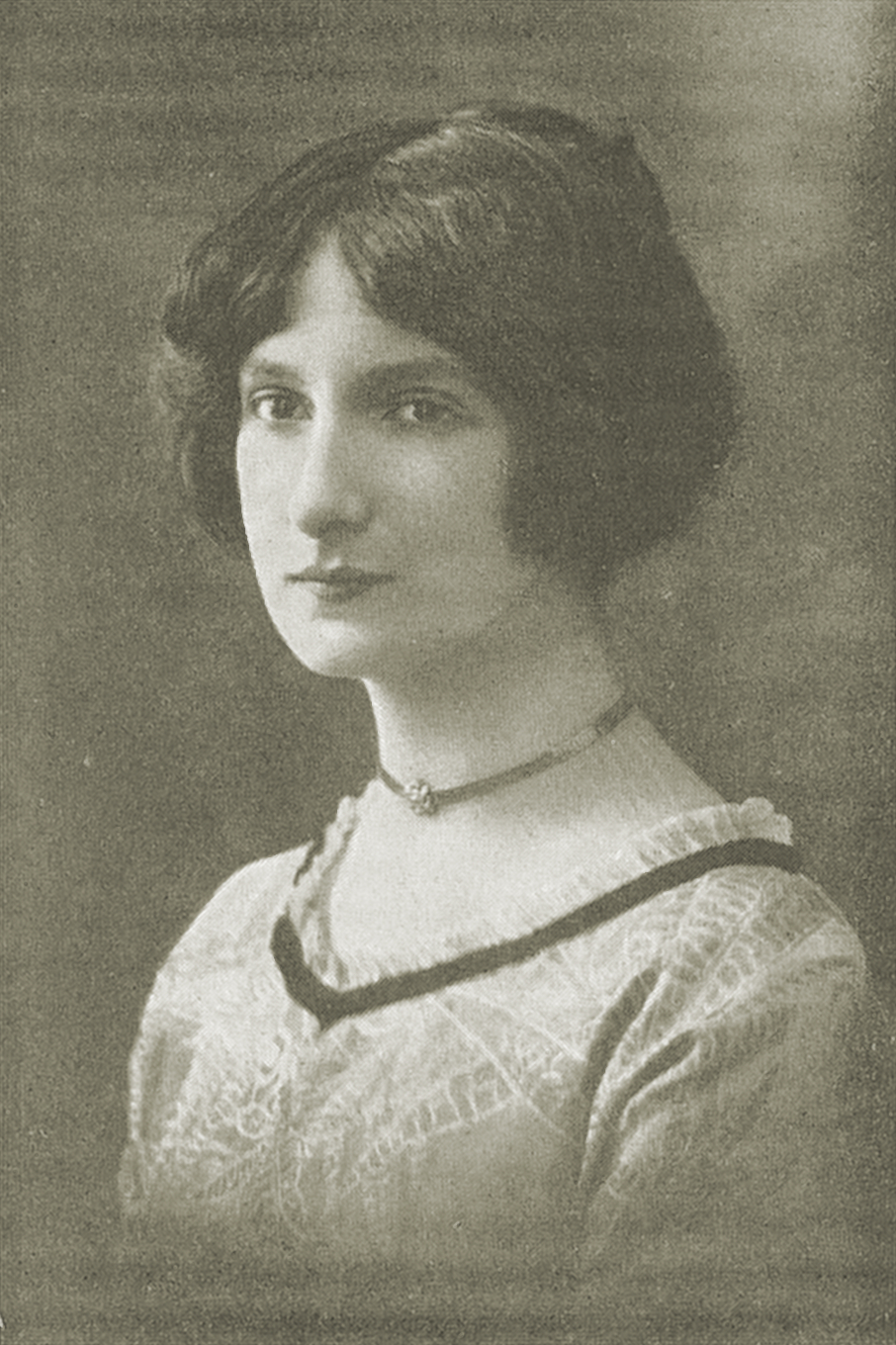
Valentine Gross (1913)

Valentine Hugo, geborene Valentine Marie Augustine Gross, (* 16. März 1887 in Boulogne-sur-Mer; † 16. März 1968 in Paris) war eine französische Malerin, Illustratorin, Kostümbildnerin und Autorin, zeitweise verbunden mit der surrealistischen Bewegung.

## Leben und Werk
Valentine Gross war die Tochter des Musikers Auguste Gross und seiner Frau Zèlie Dèmelin. Bereits früh interessierte sie sich für Kunst, Musik und Theater. Von 1907 bis 1910 studierte sie Kunst an der École des Beaux-Arts in Paris. Im Mai 1909 sah sie die Ballets Russes bei ihrer ersten Aufführung im Pariser Théâtre du Châtelet, die sie zur Gestaltung von Bühnenszenen inspirierte. 1913 zeigte die Galerie Montaigne im Foyer des Théâtre des Champs-Élysées anlässlich der umstrittenen Uraufführung von Igor Strawinskys Le Sacre du printemps ihre Ballettskizzen. Im selben Jahr lernte sie bekannte französische Künstler wie Roger de la Fresnaye, Erik Satie und Jean Cocteau kennen. 1917 traf sie ihren zukünftigen Ehemann, den Maler Jean Hugo (1894–1984), ein Urenkel von Victor Hugo. Die Heirat fand 1919 statt mit Cocteau und Satie als Trauzeugen. Das Ehepaar führte einen Salon in ihrem Appartement im Palais Royal. 1921 entwarf sie gemeinsam mit ihrem Mann die Kostüme zu Mariés de la Tour Eiffel von Cocteau. Wiederum für Cocteau entwarfen sie 1924 die Kostüme für Roméo et Juliette.
Im Jahr 1926 lernte Valentine Hugo den surrealistischen Dichter Paul Éluard kennen. Sie illustrierte als erste Künstlerin sein Werk. Ihre Freundschaft hatte Bestand bis zu seinem Tod im Jahr 1952. Ein Jahr später arbeitete sie als Kostümbildnerin für den Film La Passion de Jeanne d'Arc. Ihr Mann Jean Hugo hatte sich nie für die surrealistische Bewegung interessiert, sie lebten sich auseinander. Die Trennung erfolgte 1929 – in dem Jahr ihrer Liaison mit Éluard – und 1932 die Scheidung. Sie blieben jedoch bis zu ihrem Tod freundschaftlich verbunden.
Mit André Breton, dem selbsternannten Führer der Surrealisten, hatte sie von August 1930 bis Oktober 1932 eine Affäre und lernte während dieser Zeit weitere surrealistische Künstler wie Salvador Dalí, Max Ernst, Georges Hugnet, René Char und Tristan Tzara kennen, die sie zum Teil auch porträtierte. Sie beteiligte sich an surrealistischen Gruppenexperimenten, Cadavre Exquis, unter anderem entstand um 1933 ein gemeinsam mit Breton, Tzara und dessen Frau Greta Knutson (1899–1983) verfasstes Bild mit dem Titel Landscape. Ihre Passion für die surrealistische Bewegung bestand bis 1937. Ihre Distanzierung erfolgte nach dem Suizid von René Crevel 1935 und dem beginnenden Rückzug aus der Bewegung von René Char, Tristan Tzara und Paul Éluard. Im Zweiten Weltkrieg arbeitete sie für kurze Zeit Anfang 1940 für den Sender Radio-Mondial, und in den 1950er und 1960er Jahren setzte sie diese Arbeit fort. Weiterhin betätigte sie sich in der Malerei und schuf Buchillustrationen.
In ihren letzten Jahren lebte Valentine Hugo vereinsamt und in finanziellen Schwierigkeiten in Paris. Zum Zeitpunkt ihres Todes im Jahr 1968 waren viele ihrer Freunde bereits gestorben. Sie gehört zu den eher vergessenen surrealistischen Künstlern, jedoch begann der Kunstmarkt in jüngerer Vergangenheit, sich für sie zu interessieren. Im Jahr 2000 erreichte ein Schlüsselwerk von ihr einen Preis von 1,9 Millionen Francs bei einer Versteigerung.
Ihr Nachlass mit zahlreichen Dokumenten und Kunstwerken, die zum großen Teil von dem amerikanischen Journalisten und Kurator Carlton Lake (1915–2006) gespendet oder erworben worden waren, befindet sich in der Carlton Lake Collection des Harry Ransom Humanities Research Center in der University of Texas at Austin.

## Ausstellungen
Valentine Hugo gehörte zu den ersten Frauen, die 1933 auf der surrealistischen Ausstellung in der Galerie Pierre Colle in Paris vertreten waren sowie im Salon des Surindépendants. Der Museumsdirektor Alfred Barr nahm 1936 drei Werke Hugos in seine Ausstellung Fantastic Art, Dada, Surrealism im Museum of Modern Art in New York auf, darunter Rêve du 17 janvier 1934 aus dem Jahr 1934. 1943 nahm Hugo an der nur Frauen gewidmeten Ausstellung Exhibition by 31 Women in Peggy Guggenheims New Yorker Galerie Art of This Century teil. Diese Ausstellung ging auf die Initiative von Marcel Duchamp zurück. Im Jahr 1977 widmete ihr das Centre culturel de Champagne in Troyes postum ihre erste Retrospektive in Frankreich.

## Darstellerin in Film und Theater
Valentine Hugo war Darstellerin in folgendem Film zusammen mit anderen Künstlern wie Max Ernst, Josep Llorens i Artigas  und Roland Penrose: L’Âge d’Or aus dem Jahr 1930, die Regie führte Luis Buñuel.
Unter dem Eindruck der deutschen Besatzung von Paris entstand 1941 in nur wenigen Tagen das Theaterstück Pablo Picassos Le Désir attrapé par la queue (Wie man Wünsche beim Schwanz packt), das zuerst in der Zeitschrift Message erschien und im März 1944 unter der Regie von Albert Camus in der Wohnung von Michel Leiris unter Mitwirkung von Künstlern und Schriftstellern wie Simone de Beauvoir, Jean-Paul Sartre, Raymond Queneau, Dora Maar sowie Valentine Hugo szenisch gelesen wurde. Seine Erstaufführung erlebte es 1950 im Londoner Watergate Theatre.

## Werk (Auswahl)

### Gemälde
- Rêve du 21 décembre, 1929
- La Barque de l’amour s’est brisée contre la vie courante, 1930
- Les amants de Paris (Portrait de Valentine Hugo et André Breton), um 1930 (Abb.)
- Une femme admirable apparaîtra sur un zèbre, 1932
- La Vérité tomberait du ciel sous la forme d’un harfang, 1932
- Rêve du 17 janvier 1934, 1934
- Les Surréalistes, 1932–1948 (Porträts von André Breton, René Crevel, René Char, Paul Éluard und Tristan Tzara), Privatsammlung
- Portrait de Pablo Picasso, 1938 (Abb.)
- En souvenir du muscari, 1937, Privatsammlung (Abb.)

### Buchillustrationen
- Comte de Lautréamont: Chants de Maldoror, 1933
- Achim d’Arnim: Contes bizarres, éditions de Cahiers Libres, 1933
- René Laporte: Alphabet de l'amour, éditions GLM, 1935
- René Char: Placard pour un chemin des écoliers, éditions GLM, 1937
- Paul Éluard: Les Animaux et leurs hommes, Les Hommes et leurs animaux, Gallimard, Paris 1937
- Arthur Rimbaud: Les Poètes de sept ans, éditions GLM, 1939
- Madeleine Legrand: À Fresnes, témoignage précédé d'un poème de Paul Eluard, Éditions Stock, 1944
- Les aventures de fido Caniche. Guy Le Prat, Paris 1947
- Tristan L'Hermite: Le promenoir des deux amants, éditions GLM, 1949
- Jacques de Lacretelle: Silbermann, éditions André Sauret, 1950
- Paul Éluard: Le phénix, éditions GLM, 1951
- Laurice Schehadé: Le temps est un voleur d'images, éditions GLM, 1952
- 12 commandements pour tous les temps et pour personne, éditions GLM, 1955

### Veröffentlichungen
- Mouvements de danse de l’antiquité à nos jours. M. de Brunoff, Paris 1914
- Hommages à Brancusi. Cahiers d’Art, Paris, Heft 30, 1955, S. 241 f.
- En 1918 et 1919, Raymond Radiguet cherche le chemin de la poésie. In: Actualité litteraire, Nr. 55, März 1959
- Béatrice Seguin (Hrsg.): Valentine Hugo: écrits et entretiens radiophoniques, Actes Sud, 2002